# Харьковский массив
Ха́рьковский масси́в (изначально — массив Харьковское шоссе) (укр. Ха́рківський маси́в, маси́в Ха́рківське шосе́) — жилой массив в городе Киеве, расположенный на левом берегу Днепра. Ограничен проспектом Николая Бажана, улицей Ревуцкого, Тростянецкой улицей и Харьковским шоссе. Вместе с прилегающими местностями Осокорки, Позняки и Красный хутор принадлежит к Дарницкому району города. Застроен 9-28-этажными зданиями. Наибольшая автомагистраль — проспект Бажана. В самом начале своей застройки (середина 1980-х — начало 1990-х) Харьковский массив развивался как расширение Дарницы. 
На территории массива расположен Парк имени Воинов-интернационалистов.
Ближайшие станции метро — Харьковская, Вырлица.
Название массива имеет не столько исторические, сколько символические корни: оно просто указывает, что массив расположен на дороге, ведущей в Харьков.